# Noasauridae
Die Noasauridae sind eine Familie der theropoden Dinosaurier (Theropoda). Innerhalb der Theropoden werden sie zu den Abelisauroidea gezählt, einer Gruppe der Ceratosauria.
Noasauriden waren überwiegend kleine bis mittelgroße Theropoden. Sie traten erstmals in der späten Unterkreide (Albium) auf und starben kurz vor dem Kreide-Tertiär-Massenaussterben am Ende der Oberkreide (frühes Maastrichtium) aus. Namensgebende Gattung ist Noasaurus aus der Oberkreide Argentiniens, die jedoch nur von fragmentarischen Resten bekannt ist. Der bisher am vollständigsten überlieferte Noasauride ist Masiakasaurus aus der Oberkreide Madagaskars, dessen Skelett zu 65 % bekannt ist.

## Systematik
Umstritten ist, welche Gattungen dieser Gruppe zuzuschreiben sind. Lange wurden ihr lediglich die Gattungen Noasaurus und Ligabueino zugeschrieben. Anfang des 21. Jahrhunderts wurden die Gattungen Masiakasaurus, Velocisaurus und Laevisuchus als mögliche weitere Vertreter der Noasauridae erkannt. Eine umfangreiche kladistische Analyse von Carrano und Sampson (2008) ordnet der Noasauridae die Gattungen Noasaurus, Masiakasaurus, Velocisaurus, Laevisuchus und Genusaurus zu, schließt Ligabueino jedoch aus. Weitere, jedoch wenig bekannte Gattungen, die möglicherweise der Noasauridae zuzuschreiben sind, schließen Compsosuchus, Jubbulpuria und Ornithomimoides? barasimlensis mit ein.
Die Noasauridae wird als Schwestertaxon der Abelisauridae betrachtet; beide Gruppen werden als Abelisauroidea zusammengefasst. Wilson und Kollegen (2003) definieren die Noasauridae als ein stammlinienbasiertes Taxon (stem based definition), die alle Gattungen einschließt, die näher mit Noasaurus leali als mit Carnotaurus sastrei verwandt sind. Als jüngeres Synonym für das Taxon gilt der Name Velocisauridae, der von Bonaparte 1991 eingeführt wurde.

## Merkmale
Die Noasauridae waren im Vergleich zur Abelisauridae eher klein, die größten Arten erreichten eine Länge von etwa 2–3 Metern. Im Unterschied zu anderen Gruppen war der zweite Metartasale (Mittelfußknochen) sehr klein.